# Slaget ved Kommandørøerne
Slaget ved Kommandørøerne var en af de mest usædvanlige træfninger under 2. verdenskrig. Det var et søslag, som fandt sted den 27. marts 1943 i det nordlige Stillehavsområde, i nærheden af de sovjetiske Kommandørøer.

## Baggrund
Da USA blev opmærksom på kejserlige planer om at sende en forsyningskonvoj til de japansk besatte øer i Aleuterne ud for Alaska, blev skibe fra den amerikanske flåde under kommando af kontreadmiral Charles McMorris sendt af sted for at angribe den. Den amerikanske flåde bestod af den tunge krydser Salt Lake City, den gamle lette krydser Richmond og destroyere Coghlan, Bailey, Dale og Monaghan.
Hvad amerikanerne ikke vidste var, at japanerne havde valgt at eskortere deres konvoj med to tunge krydsere, to lette krydsere og fire destroyere under kommando af viceadmiral Boshiro Hosogaya. Om morgenen den 27. marts, blev den japanske konvoj opdaget af den amerikanske blokadelinje og det kom til kamp. På grund af områdets afsides beliggenhed og det tilfældige møde på åbent hav, havde ingen af flåderne hverken luft- eller ubådsstøtte, hvilket gør dette til en af de få kampe udelukkende mellem overfladeskibe i Stillehavskrigen og en af de sidste rene kanondueller i flådehistorien.
Selv om den japanske styrke var dobbelt så stor som den amerikanske, var kampen taktisk uafgjort. Begge sider led skade, men den amerikanske styrke blev dog ikke blev så slemt beskadiget af den overlegne ildkraft fra japanerne, som det kunne have været tilfældet. Netop som den japanske styrke stod til at sejre, valgte admiral Hosogaya – der ikke vidste hvor store skader hans skibe havde påført Salt Lake City, og frygtede at det amerikanske luftvåben var på vej – at trække sig tilbage uden at give amerikanerne knockoutslaget. Tilbagetrækningen førte til et strategisk nederlag for japanerne, fordi det endte deres forsøg på at få nye forsyninger til deres garnisoner på Aleuterne med overfladeskibe, så kun ubåde kunne levere forsyninger.
Hosogaya tog sin afsked fra flåden efter slaget.

## Slaget
- 0600: Amerikanske skibe manøvrerer i en observationsformation med seks-mil intervaller, mens de zig-zagger ved 15 knob på hovedkursen 020.
- 0730: Krydserne Coghlan og Richmond får radarkontakt med to japanske transportskibe og en destroyer der sejler kurs 080 med 13 knob. En navigationsofficer på et af transportskibene observerer visuelt de amerikanske styrker nogle minutter senere.
- 0740: Amerikanerne ændrer kurs til 080 og de bageste skibe øger hastigheden for at fungere som en kompakt gruppe. Man får fem radarkontakter.
- 0755: Japanerne drejer mod nord til kurs 340 og amerikanerne følger med kurs 000.
- 0811: Amerikanerne identificerer visuelt radarkontakterne, som to transportskibe, to lette krydsere og en destroyer.
- 0820: Amerikanerne få øje på masterne af yderligere fire japanske skibe i horisonten.
- 0835: Amerikanerne identificerer masterne som to tunge krydsere og to destroyere og drejer mod kurs 240.
- 0838: De japanske fragtskibe svinger ud mod nordvest.
- 0839: Amerikanerne øger hastigheden til 25 knob.
- 0840: Nachi åbner ild mod Richmond på en afstand af 20.000 yards (18,3 km). Den anden og tredje salve strejfer skibet.
- 0841: Richmond åbner ild mod Nachi. Den tredje salve rammer forbi.
- 0842: Salt Lake City åbner ild mod Nachi på en afstand af 21.000 yards (19,2 km). Den anden salve strejfer skibet.

Da afstanden blev mindre, åbnede Bailey åbnede ild mod Nachi på en afstand på 14.000 yards (12,8 km), og skiftede derefter mod en let krydser. Coghlan åbnede ild mod Nachi på en afstand på 18.000 yards (16,5 km).
- 0845: Nachi affyrer otte torpedoer. Alle forbiere.
- 0850: En af Richmonds 6-tommer granater rammer styrbordssiden af Nachis signaldæk, dræber 11 og sårer 21. En anden granat rammer Nachis stormast og ødelægger flagskibets radiokommunikationsmuligheder.
- 0852: En af Richmonds 6-tommer granater rammer Nachis torpedomagasin. En anden af Richmonds 6-tommer granater rammer Nachis kontrolrum, dræber to og sårer fem. Nachi trækker sig tilbage efter at have mistet elektriciteten til kanonerne.
- 0903: Richmond stopper beskydningen. Salt Lake City fortsætter beskydningen fra kanonerne på agterdækket.
- 0910: Salt Lake City bliver ramt af en 8-tommer granat affyret af Maya. Skibets observationsfly bryder i brand og bliver kastet over bord.
- 0920: Salt Lake City bliver ramt af en 8-tommer granat affyret af Maya. To mænd bliver dræbt.
- 1010: Salt Lake City bliver ramt af en 8-tommer granat affyret af Maya.
- 1059: Salt Lake City bliver ramt af en 8-tommer granat affyret af Maya.
- 1103: Salt Lake City bliver ramt af et 8-tommer granat affyret af Maya. Salt Lake City overfører ballast for at korrigere for en slagside som følge af oversvømmelse.
- 1152: Salt Lake City bliver ramt af et 8-tommer granat affyret af Maya.
- 1153: Saltvand trænger ind i en brændstoftank i brug, og slukker ilden under kedlerne på Salt Lake City.
- 1154: Salt Lake City ligger død i vandet. Bailey, Coghlan og Monaghan nærmer sig de japanske krydsere for et torpedoangreb, mens Richmond og Dale laver røg for at sløre og beskytte Salt Lake City.
- 1203: Salt Lake City genstarter kedler og øger hastigheden til 15 knob.
- 1213: Salt Lake City øger hastigheden til 22 knob.
- 1225: Bailey affyrer fem torpedoer fra 9.500 yards (8,7 km) afstand. Ingen rammer. Bailey bliver ramt to gange af 8-tommer granater og stopper op med fem døde. Coghlan bliver ramt en gang.
- 1230: De japanske skibe trækker sig tilbage vestpå. Hverken Coghlan eller Monaghan affyrer torpedoer.

Salt Lake City affyrede 806 panserbrydende granater og derefter 26 højeksplosive granater da forsyningerne af panserbrydende ammunition var brugt op. Krudt og granater blev manuelt flyttet agterud fra de forreste magasiner for at opretholde beskydningen fra de agterste kanoner. Salt Lake Citys rorblokeringer blev ødelagt og begrænsede skibet til kun at kunne ændre kurs med 10 grader.

## Slagorden

### Den amerikanske flåde
Task Group 16.6 – Kontreadmiral Charles McMorris, kommandørkaptajn, Task Group 16.6
- Salt Lake City – Kaptajn Bertram J. Rodgers (F)
- Richmond – Kaptajn Theodore Waldschmidt

Destroyer Squadron 14 – Kaptajn Ralph Riggs
- Coghlan – Kommandørkaptajn Benjamin Tompkins
- Bailey – Orlogskaptajn John Atkeson (F)
- Dale – Kommandørkaptajn Anthony Rorschach
- Monaghan – Orlogskaptajn Peter Horn

### Kejserlige japanske flåde
Nordlige styrke – Viceadmiral Boshiro Hosogaya, kommandørkaptajn, 5. flåde (Nordlige styrke)
Krydser division 1:
- Tunge krydser Nachi – Kaptajn Akira Sone (F)
- Tunge krydser Maya – Kaptajn Takeji Matsumato
- Lette krydser Tama – Kaptajn Zensuke Kanome

Destroyer division 21:
- Destroyeren Wakaba
- Destroyeren Hatsushimo

D Konvoj – Kontreadmiral Tomoichi Mori, kommandørkaptajn, Destroyer Squadron One
- Lette krydser Abukuma – Kaptajn Shiro Shibuya (F)

Destroyer division 6:
- Destroyeren Ikazuchi
- Destroyeren Inazuma
- Transportskibet Asaka Maru
- Transportskibet Sakito Maru

2. eskorteringsstyrke
- Destroyeren Usugumo (ikke indblandet i slaget)
- Transportskibet Sanko Maru

## Eksterne links
- Wikimedia Commons har flere filer relateret til Slaget ved Kommandørøerne
- (engelsk) Battle of Komandorski Island: March 26, 1943
- (engelsk) USN Combat Narrative: The Aleutians Campaign Chapter 9:The Battle of the Komandorskis